# Oiapoque
Oiapoque é um município brasileiro do estado do Amapá, Região Norte do país, na fronteira com a Guiana Francesa. Por ser a principal cidade do norte amapaense, recebeu a alcunha de Capital do Norte do Amapá.

## Geografia
O município de Oiapoque, de acordo com a divisão do Instituto Brasileiro de Geografia e Estatística vigente desde 2017, pertence às Regiões Geográficas Intermediária de Oiapoque-Porto Grande e Imediata de Oiapoque. Até então, com a vigência das divisões em microrregiões e mesorregiões, o município fazia parte da microrregião de Oiapoque, que por sua vez estava incluída na mesorregião do Norte do Amapá.
O município de Oiapoque está localizado na parte mais setentrional do estado do Amapá. Limita-se ao norte com a Guiana Francesa, ao sul com os municípios de Calçoene, Serra do Navio e Pedra Branca do Amapari. Ao leste é banhado pelo Oceano Atlântico e a oeste faz fronteira com o município de Laranjal do Jari. O município é conhecido por abrigar o ponto mais ao norte do litoral brasileiro.
Dentro do município encontra-se Clevelândia do Norte, uma colônia militar brasileira criada em 1919 e que antigamente era chamada de "Colônia Militar do Oiapoque". Situa-se na margem direita do rio Oiapoque, a cerca de 3 quilômetros da sede municipal.

### Distâncias
Seguem abaixo algumas distâncias a partir de Oiapoque:
- Brasília (capital federal): 2009 km (linha reta)
- Macapá (capital estadual): 550 km
- Laranjal do Jari: 805 km
- Porto Grande: 485 km

### Divisões Fisiográficas
Com altitude de 10 metros, o relevo do município é composto predominantemente por áreas de planícies. A vegetação compreende matas de terra firme; várzeas altas e baixas, que sofrem a influência direta dos períodos de cheia e vazante; campos com abundância de gramíneas (canarana) e matas litorâneas, que constituem os manguezais.

### Hidrografia
Bacia do Oiapoque pelos afluentes à margem direita. Este rio divide o Brasil da Guiana Francesa e corre de Oeste para o Norte, desaguando no oceano Atlântico.

### Clima e pluviosidade
Com clima quente úmido, a temperatura mínima é de 22º e a máxima de 34º centígrados. Possui precipitação com chuvas ocorrendo nos meses de dezembro a agosto, chegando a atingir cerca de 3.000 mm. A estação seca vai de setembro a dezembro, mês em que se verifica temperatura mais alta.

## Etimologia
A palavra Oiapoque tem origem tupi-guarani, sendo uma derivação do termo "oiap-oca", que significa "casa dos Waiãpi".

## História
Os habitantes originários da região são antepassados dos povos Waiãpi, que ocupavam a extensão territorial do rio Oiapoque; dos Galibi e Palikur, concentrados no vale do rio Uaçá e seus afluentes.
Durante o período colonial, Oiapoque era parte da Capitania do Cabo Norte. Nos primórdios do século XVI, os portugueses da América travaram lutas com outros europeus, para estabelecer domínio territorial ao sul do rio Oiapoque, na época conhecido como rio de Vicente Pinzón, e ao norte do rio Amazonas, para expandir os impérios colonizadores que cada grupo representava.
O município de Oiapoque originou-se da morada de um mestiço, em data que não se pode precisar, de nome Emile Martinic, o primeiro habitante não-índio do município. Sabe-se que a localidade passou a ser conhecida como "Martinica"; e, ainda hoje, não é raro ouvir essa designação, notadamente de habitantes mais antigos. Em 1907, o Governo Federal criou o Primeiro Destacamento Militar do município, que servia de abrigo a presos políticos. Alguns anos depois, esse destacamento foi transferido para Santo Antônio, atual distrito de Clevelândia do Norte, com a denominação de Colônia Militar. Para consolidar a soberania nacional sobre as áreas limítrofes, face ao contestado franco-brasileiro, foi, então, erguido um monumento à pátria, indicativo do marco inicial do território brasileiro.
O município foi criado em 23 de maio de 1945, através da lei Nº 7.578, e instalado em 1 de julho do mesmo ano.

## População
Oiapoque possui uma população de um município de pequeno porte, ao passo que a densidade demográfica também. Segundo o Censo de 2010 do IBGE a população era de 20.509 habitantes e densidade demográfica de 0,91 hab/km².
De acordo com estimativas do IBGE de 2018, 26 627 habitantes e densidade de 1,20 hab/km², sendo o 1380º município brasileiro mais populoso e o 4º maior município estadual em população, estando atrás de municípios da Região Metropolitana de Macapá (a capital estadua] e a Cidade-Porto do Amapá), além de Laranjal do Jari.

## Esportes
Na cidade há o Estádio João Natividade, chamado também de Natizão ou Natizo. Para outros esportes há o Ginásio Raimundo Ataíde.

## Política
Com a Constituição de 1988 é determinado um novo perfil a política local, que obtém mais verbas do governo federal e adquire mais responsabilidades na saúde, educação e segurança. Segundo o CAGED, há no total 4 estabelecimentos do setor público atuando na cidade.

### Indicadores
O Índice Firjan de Gestão Fiscal (IFGF) é um indicador que tem como objetivo medir o grau de responsabilidade administrativa por meio de indicadores que mostram o grau de evolução das políticas de recursos públicos e gestão fiscal dos municípios brasileiros. A leitura do IFGF varia entre 0 (gestão ruim) e 1 (gestão perfeita) e Oiapoque atingiu o índice IFGF de 0,2851 em 2011 (5039º no país e 14º no estado).

### Símbolos
Os símbolos do município de Oiapoque são a bandeira, o brasão e o hino.

### Poder legislativo
No legislativo possui 11 vereadores, e é representado pela Câmara de Oiapoque.

### Poder executivo
É representado pela Prefeitura de Oiapoque, cujo administrador atual é Breno de Almeida Lima, do PRTB para a gestão 2021-2024.

### Poder judiciário
No judiciário Oiapoque é uma comarca da Justiça Estadual e conta com um fórum. Possui as seguintes varas:
- 1 Vara de Competência Geral e Tribunal do Jurí
- 1 Vara de Competência Geral e Infância e Juventude

## Economia
Segundo dados do IBGE, em 2016 o Produto Interno Bruto de Oiapoque foi de cerca de R$ 353 441 540,00 e o PIB per capita era de R$ 14 199,00. Possui o quarto maior Produto interno bruto (PIB) dentre os municípios do Amapá sendo superado apenas por municípios da Região Metropolitana de Macapá (a capital estadual e Santana) além de Laranjal do Jari, estando caracterizada também como a 1645ª maior economia do Brasil.

### Setor primário
No setor primário destaca-se principalmente a criação dos gados bovino, bubalino e suíno. Na agricultura temos a cultura da mandioca, laranja, milho, cana-de-açúcar e outros. Nesse setor há um total de 1 empresa de agropecuária, segundo o CAGED.

### Setor secundário
Aqui pode-se citar a extração de ouro como fonte complementar de renda. Os recursos giram também em torno do artesanato, incluindo-se aí a fabricação de jóias em ouro. Aliás, as pedras preciosas também são um ponto importante na economia do município, a cassiterita é uma delas. No setor moveleiro dispõe de algumas serrarias. As indústrias de panificação ajudam a fomentar a economia, que o município já está se preparando para expandir. Um passo neste sentido é a exportação do cacau beneficiado, através da Associação Agro-extrativista do Cassiporé para a França.

### Setor terciário
No setor terciário possui pequenos estabelecimentos comerciais (mercearias) que se beneficiam do intercâmbio com Saint Georges (São Jorge – Caiena) e com a vila de Clevelândia do Norte, onde há bares, restaurantes, dentre outros.

### Turismo
Em 1943, ergueu-se neste município um monumento à pátria, indicativo do marco inicial do território brasileiro, onde figuram citações do hino nacional e uma placa indicativa com os dizeres: “Aqui Começa o Brasil”. Oiapoque tem ainda como atrações turísticas a Cachoeira Grande, a Vila Brasil, que fica na cabeceira do rio Oiapoque, o Parque Nacional do Cabo Orange e a Serra do Tumucumaque.

#### Eventos Culturais
O município homenageia em 15 de agosto a santa Nossa Senhora das Graças, que é a padroeira da cidade. A programação, como mandam os costumes, compreende os lados sagrado e profano: missa, arraial e procissão.
No mês de outubro, festeja-se a Padroeira de Clevelândia do Norte, Nossa Senhora de Nazaré. Há além disto, as festas juninas, animadas com quadrilhas e desfiles de miss caipira, onde valem a criatividade e a imaginação.

## Urbanização
Com 7,511 km² de área urbana, a quarta maior do estado do Amapá, Oiapoque vem crescendo sua demanda urbana e de serviços.